# Surmovkovití
Surmovkovití (Buccinidae) je velká a rozmanitá čeleď vodních, převážně mořských, plžů. Surmovkovití se vyskytují v mořích celého světa, od tropických oblastí až po Severní ledový a Jižní oceán. Mezi sladkovodní zástupce patří rod Clea z jihovýchodní Asie. Mezi surmovkovité patří plži mající význam v gastronomii (surmovka vlnitá Buccinum undatum) i oblíbení chovanci akvárií (surmovka vražedná Clea helena).